# Henry Shrapnel
Henry Shrapnel (Bradford on Avon, 3 giugno 1761 – Southampton, 13 marzo 1842) è stato un inventore e generale britannico, noto soprattutto per essere l'ideatore dell'omonimo proiettile.
Nato nel Wiltshire, entrò nell'esercito all'età di 18 anni, nella Royal Artillery dove, nel 1784 mentre aveva il grado di tenente, ideò e perfezionò a sue spese un proiettile che denominò a corpi sferici. Il primo proiettile Shrapnel era composto da una palla di cannone cava, pieno di cariche a detonazione e venne adottata ufficialmente dall'esercito britannico nel 1803.
Shrapnel prestò servizio a Terranova tra il 1780 ed il 1784 a Saint John presso il locale forte a guardia della baia, nelle Indie Orientali, a Gibilterra e infine nelle Fiandre durante la guerra della prima coalizione al seguito del contingente britannico comandato dal Duca di York, dove fu gravemente ferito nel 1793 e fu promosso sul campo al grado di maggiore il 1º novembre 1803. Dopo il successo della sua invenzione, utilizzata per la prima volta il 21 agosto 1808 durante la battaglia di Vimeiro contro le truppe napoleoniche, il generale Arthur Wellesley, notevolmente impressionato dalle potenzialità di questa nuova arma sperimentale, ordinò che la sua progettazione restasse segreta; l'uso dei nuovi proiettili fu adottato in altre battaglie, la più memorabile delle quali è sicuramente la battaglia di Waterloo. Shrapnel era stato nel frattempo promosso tenente colonnello, il 20 luglio 1804. Divenne ispettore d'artiglieria e prestò servizio per lungo tempo presso l'arsenale di Woolwich.
Nonostante il successo della sua invenzione ed i ripetuti usi da parte dell'esercito britannico, Shrapnel non fu mai degnamente ricompensato, anzi, quando nel 1813 chiese un debito compenso per i suoi servigi, gli fu negato qualsiasi tipo di compenso a causa della mancanza di fondi. Tuttavia nel 1814 il governo britannico decise di consegnare a Shrapnel la somma di circa 1.200 sterline, l'equivalente odierno di circa 128.000 dollari e nel 1827 fu ospitato dal sovrano Guglielmo IV d'Inghilterra a Brighton per essere nominato baronetto, ma l'improvvisa morte del sovrano lo impedì in quanto lo stesso Shrapnel perse rapidamente popolarità presso la corte inglese.
Caduto ormai in disgrazia, dopo essersi ritirato dal servizio attivo il 29 luglio 1825 con il grado di maggior generale, Shrapnel si ritirò nella sua dimora privata di Peartree House presso Southampton con sua moglie e sua figlia, dove condusse una vita molto modesta e riservata fino alla sua morte, avvenuta nel 1842. Venne seppellito nella cappella di famiglia presso Bradford on Avon.